# Ein Ehemann vor der Tür
Ein Ehemann vor der Tür (Un Mari à la Porte) ist eine französische Operette in einem Akt (opéra-bouffe) von Jacques Offenbach. Das Libretto stammt von Alfred Charlemagne Delacour und Léon Morand. Die deutsche Fassung besorgten Adolf Bahn und Johann Christoph Grünbaum. Das Werk erlebte seine Uraufführung am 22. Juni 1859 am Théâtre des Bouffes-Parisiens in Paris.

## Handlung
Florian Specht wurde bei einem Schäferstündchen mit einer verheirateten Dame von deren Ehemann überrascht und musste über die Dächer fliehen. Nun steht er in einem Zimmer eines ihm fremden Hauses und kann nicht heraus. Als er Stimmen hört, versteckt er sich in einer Truhe.
Die frisch vermählte Susanne betritt empört das Zimmer, dabei begleitet von ihrer Vertrauten Rosine, die versucht, die Braut zu beschwichtigen. Susanne hat sich beim Hochzeitsfest über das Verhalten ihres Ehemannes Martin Preller geärgert und mit ihrem Abgang die erste Ehekrise noch am Hochzeitstag provoziert. Rosine hält Susannes Verhalten für übertrieben und macht sich darüber lustig.
Als Susanne daraufhin noch bockiger wird und keinesfalls nachgeben will, ändert Rosine ihre Taktik: in einem Lied malt sie ihr deren Situation und Zukunft in den leuchtendsten Farben aus. Nach dieser längeren Einlage ist Susanne wieder milder gestimmt und will zum Fest zurückkehren. Gleichzeitig aber ist Florian Specht die Luft in der Truhe knapp geworden, und er stürzt zum Entsetzen der beiden Frauen heraus, um wieder frei atmen zu können. Nachdem es ihm gelungen ist, die Panik von Susanne und Rosine etwas einzudämmen, stellt er sich vor und erzählt ihnen sein Leben.
Als die Damen endlich Zutrauen zu ihm fassen und die Situation bereinigt scheint, klopft der ungeduldig gewordene Ehemann an die Tür und bittet seine Braut um Einlass. Diese denkt allerdings nicht mal daran und neckt den frischgebackenen Gatten, indem sie ihm vom fremden Mann in ihrem Zimmer erzählt. Martin Preller glaubt ihr aber natürlich kein Wort und amüsiert sich köstlich, was die beiden Frauen im Zimmer wiederum dazu anstachelt, den Spaß auf die Spitze zu treiben.
Schließlich wird der Ehemann vor der Tür aber doch ungeduldig und droht, diese mit Gewalt aufzubrechen. Um einen Skandal zu verhindern, beschließt Florian Specht, sich für die Ehre von Susanne und Rosine zu opfern, und ist bereit, sich für diese aus dem Fenster zu stürzen, nicht aber ohne vorher mit tragischem Ton Abschied von der Welt zu nehmen. Als er schließlich tatsächlich springt und rasch landet, merkt er, dass es nur ein Katzensprung aus dem Erdgeschoss war. Die beiden Frauen amüsieren sich köstlich über seinen „Heldenmut“, was ihn wiederum reizt und dazu anstachelt, der frechen Rosine einen Antrag zu machen. Der darüber fast vergessene Ehemann kommt schließlich zur Tür herein und fragt etwas pikiert, wer denn dieser junge Herr dort sei, worauf Rosine Florian als ihren Verlobten vorstellt, sodass am Ende alle zufrieden sind.

## Bekannte Nummern
- « Ah ! Ah ! Ah ! quelle mine piteuse ! » / Ha, ha! Wie bist du zu beklagen!
- « J’entends ma belle » /Hör, meine Schöne, hör diese Töne, lieblich und klar
- « Florestan Ducroquet, voilà Mesdames » / Florian Specht bin ich genannt
- « Il rit, il rit! ah par dépit mangeons, chantons, buvons » / Er lacht, doch ihm zum Trotz geht jetzt das Glas von Mund zu Mund
- « Pour votre honneur, oui je m’immole Et je m'en vais sauter le pas » /Von aller Schmach, Sie zu befrein, wag ich beherzt den großen Sprung (Lamentation)